# Depirymidynacja
Depirymidynacja – modyfikacja nukleozydu polegająca na oderwaniu (zwykle hydrolizie) zasady pirymidynowej (cytozyny lub tyminy) od reszty cząsteczki. W miejscu zasady pozostaje zwykle grupa hydroksylowa (−OH).
Depirymidynacja zachodzi w komórkach dwudziestokrotnie rzadziej niż depurynacja.
Depirymidynacja wraz z depurynacją są etapami naprawy DNA przez wycinanie zasady. Enzym glikozylaza DNA przecina wiązanie β-N glikozydowe między uszkodzoną zasadą a cząsteczką deoksyrybozy, tworząc miejsce apurynowe/apirymidynowe rozpoznawane przez białka biorące udział w dalszych etapach naprawy.